# Amfitryta

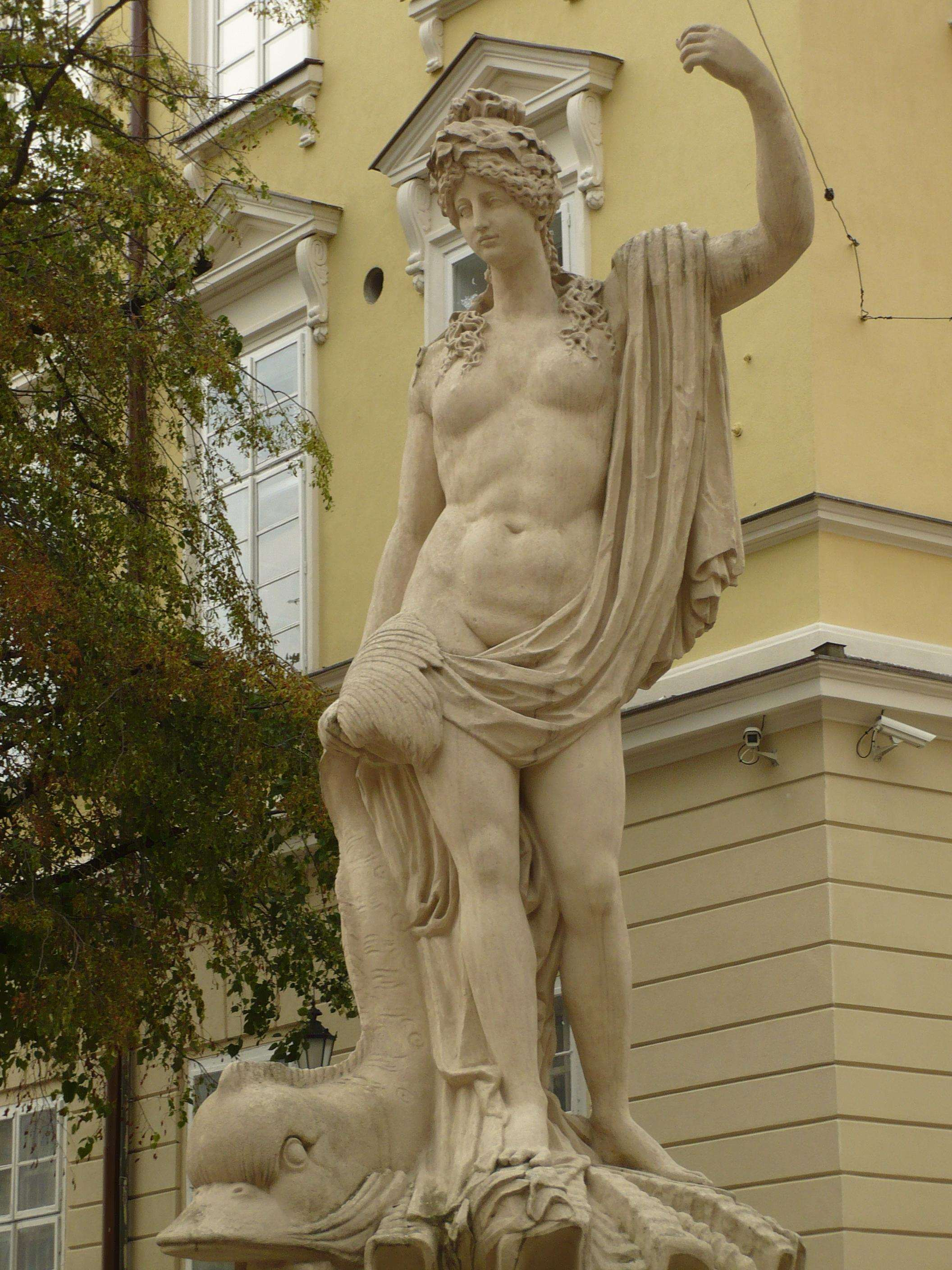
Amfitryta na Rynku we Lwowie

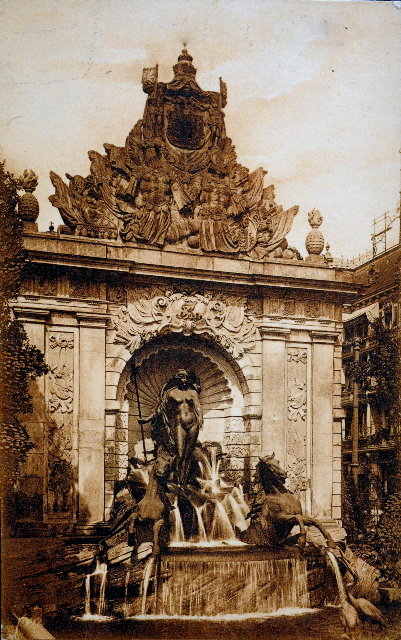
Pomnik (z fontanną) Amfitryty w Szczecinie (istniał w latach 1902-1932).

Amfitryta (stgr. Ἀμφιτρίτη Amphitrítē, łac. Amphitrite, Salacia ‘otaczająca świat’) – w mitologii greckiej jedna z najbardziej znanych nereid (lub okeanid); (królowa Morza), utożsamiana z rzymską Salacją.
Uchodziła za córkę Nereusa i Doris lub Okeanosa i Tetydy. Ze swoim mężem, bogiem Posejdonem, miała syna Trytona oraz córki: Rode (Rodos) i Bentesikyme.
Posejdon, aby pojąć ją za żonę poprosił o jej rękę ojca Amfitryty Okeanosa. Wysłał również sprytnego delfina, który w mitologii Jana Parandowskiego opisał jej podwodną krainę Posejdona.
Wraz z Posejdonem sprawowała władzę nad morzami, a zarazem była uosobieniem piękna morza. Posiadała umiejętność przemieniania ludzi.
Jej atrybutami były: delfin, diadem, berło, muszla w kształcie rogu.
W sztuce Amfitryta ukazywana jest zazwyczaj razem z mężem na rydwanie zaprzężonym w hippokampy, jako poważna niewiasta, z welonem lub siatką na włosach, często także w otoczeniu delfinów i ryb. Znane jest przedstawienie m.in. na rzymskiej mozaice z Konstantyny w Algierii, IV w. n.e. (obecnie w muzeum w Luwrze).
Imieniem nimfy została nazwana jedna z planetoid – (29) Amphitrite.